# Fargues (Gironde)
Fargues is een gemeente in het Franse departement Gironde (regio Nouvelle-Aquitaine). De plaats maakt deel uit van het arrondissement Langon. Fargues telde op 1 januari 2022 1.634 inwoners.

## Geografie
De oppervlakte van Fargues bedroeg op 1 januari 2022 15,41 vierkante kilometer; de bevolkingsdichtheid was toen 106 inwoners per km².

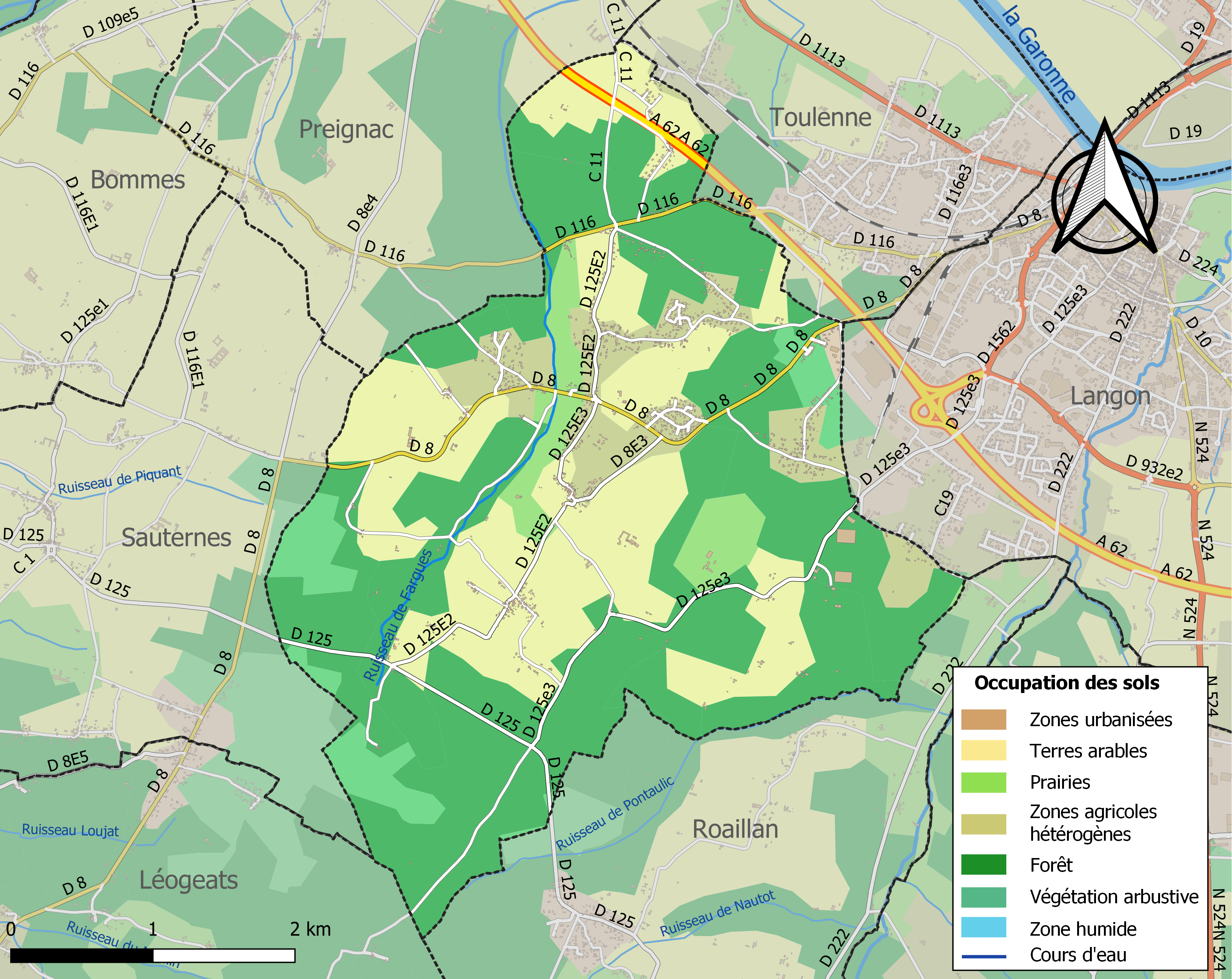
Kaart van de gemeente met belangrijkste infrastructuur, bodemgebruik en omliggende gemeenten

## Demografie
Onderstaande figuur toont het verloop van het inwonertal (bron: INSEE-tellingen).